# 齋藤裕 (建築家)

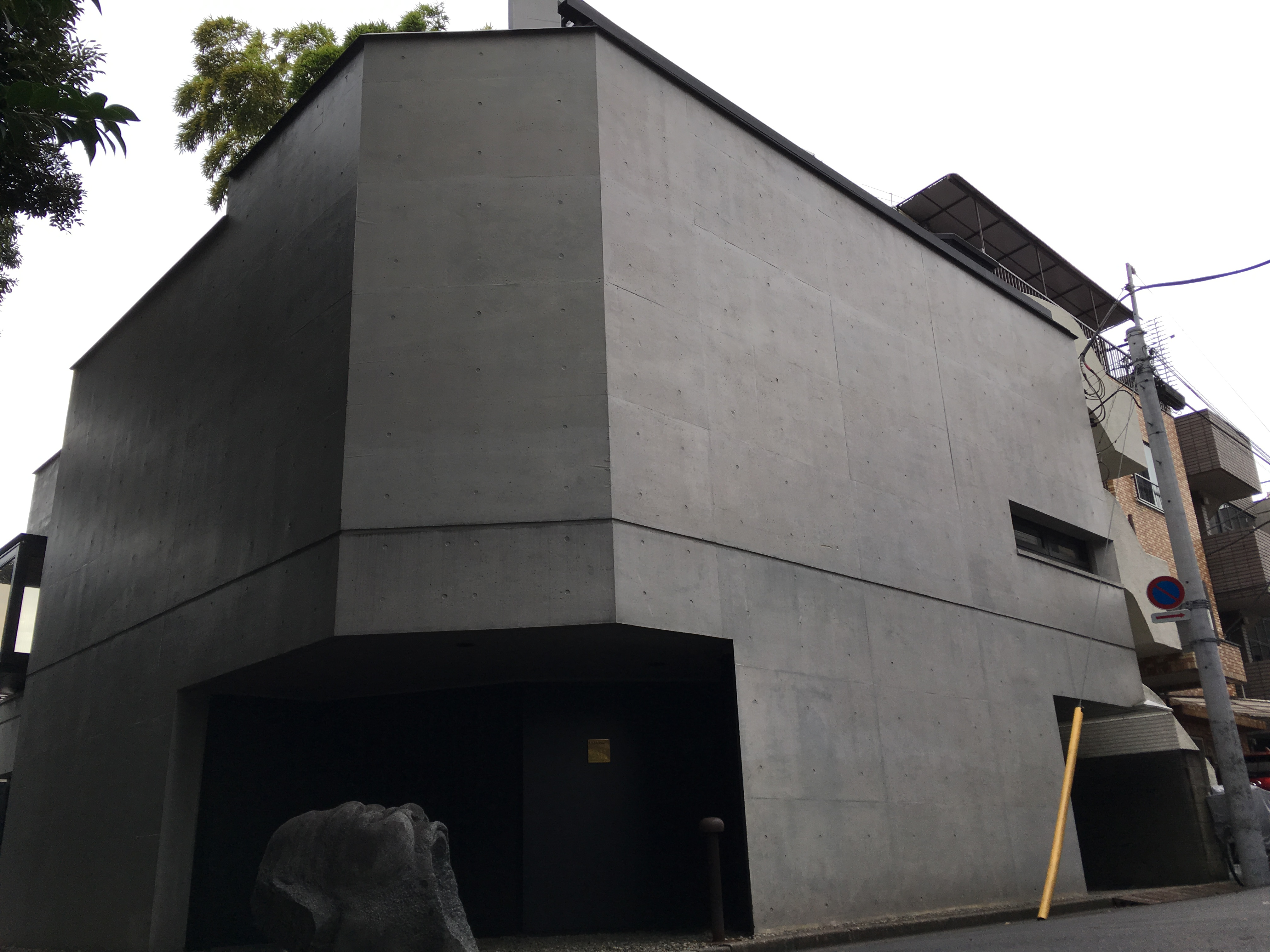
るるるる阿房

齋藤 裕（さいとう ゆたか、1947年10月26日 - ）は日本の建築家、建築写真家。

## 略歴
- 1947年：北海道小樽市に生まれる。
- 1965年：埼玉県立朝霞高等学校卒業[1]後、独学で建築を学ぶ。
- 1970年：齋藤裕建築研究所設立。
- 1986年：『るるるる阿房』で日本建築家協会新人賞を受賞。
- 1992年：『好日居』で第17回吉田五十八賞を受賞。
- 1993年：東京アートディレクターズクラブ・原弘賞を「ルイス・バラガンの建築」で受賞。
- 2000年：『曼月居』で第52回日本建築学会賞（作品賞）および作品選奨を受賞。

## 作品
| 名称               | 年     | 所在地           | 状態     | 備考 |
| ------------------ | ------ | ---------------- | -------- | ---- |
| 彫刻家の家Ⅰ        | 1975年 | 埼玉県           |          |      |
| 長島邸Ⅰ            | 1976年 | 神奈川県         |          |      |
| クラブヴィユ・ドオ | 1977年 | 群馬県邑楽郡     |          |      |
| 野本＋二瓶邸       | 1979年 | 群馬県邑楽郡     |          |      |
| 玄の舎             | 1980年 | 千葉県           |          |      |
| 大川邸             | 1980年 | 神奈川県         |          |      |
| るるるる阿房       | 1980年 | 東京都港区       |          |      |
| ランブロワジー     | 1982年 | 東京都武蔵野市   | 現存せず |      |
| 屋久島の家         | 1986年 | 鹿児島県屋久島町 |          |      |
| 練馬の家           | 1986年 | 東京都練馬区     |          |      |
| 等々力の家         | 1986年 | 東京都世田谷区   |          |      |
| 葉山の家           | 1987年 | 神奈川県葉山町   |          |      |
| タスコ・ジャパン   | 1987年 | 東京都新宿区     |          |      |
| 雪中居             | 1987年 | 青森県           |          |      |
| ちめんかのや       | 1988年 | 東京都中野区     |          |      |
| めじからみのや     | 1989年 | 東京都           |          |      |
| 好日居             | 1990年 | 東京都           |          |      |
| 好日山荘           | 1991年 | 長野県軽井沢町   |          |      |
| 鎌倉山の家         | 1992年 | 神奈川県鎌倉市   |          |      |
| ばん来庵           | 1993年 | 東京都中野区     |          |      |
| 伊賀町の家         | 1994年 | 東京都新宿区     |          |      |
| 百日紅居           | 1995年 | 東京都文京区     |          |      |
| 曼月居             | 1996年 | 北海道札幌市     |          |      |
| 蕣居               | 1997年 | 東京都新宿区     |          |      |
| 透々居             | 1999年 | 三重県津市       |          |      |
| 霞山荘             | 2013年 | 京都市北区       |          |      |
| 水庭の家           | 2017年 | 北海道札幌市     |          |      |

## その他
ジョージ・ナカシマのコノイドラウンジは、齋藤裕の日本人顧客のために、1980年頃にデザインされた。

## 文献

### 建築作品集
- 『Yutaka Saito : Architect 齋藤裕の建築』1998年9月、TOTO出版、ISBN 9784887061743
- 『現代の建築家シリーズ 齋藤裕』（SD編集部編）、1994年3月、鹿島出版会、ISBN 9784306043220

### 写真集
- 『ルイス・バラガンの建築』1996年、TOTO出版：改訂版、ISBN 9784887061439
- 『Felix Candela―フェリックス・キャンデラの世界』、1995年8月、TOTO出版、ISBN 9784887061231
- 『建築の詩人 カルロ・スカルパ』1997年7月、TOTO出版、ISBN 9784887061538
- 『カーサ・バラガン』2002年4月、TOTO出版、ISBN 9784887062115
- 『Louis I. Kahn Houses―ルイス・カーンの全住宅:1940‐1974』2003年10月、TOTO出版、ISBN 9784887062283
- 『ヴィラ・マイレア　アルヴァ・アールト』2005年9月、TOTO出版、ISBN 9784887062597
- 『AALTO 10 Selected Houses アールトの住宅』2008年3月20日、TOTO出版、ISBN 9784887062900
- 『日本建築の形 Ⅰ』2016年9月21日、TOTO出版、ISBN 9784887063617
- 『日本建築の形 Ⅱ』2017年4月17日、TOTO出版、ISBN 9784887063631

### エッセイ集
- 『STRONG』1991年8月、住まいの図書館出版局、ISBN 9784795208414
- 『建築のエッセンス』2000年9月、A.D.A.Edita Tokyo 、ISBN 9784871406550